# Ратко Ђуровић
Ратко Ђуровић (1914 — 1998), био је југословенски филмски сценариста и историчар културе, један од првих професора на Групи за драматургију Факултета драмских уметности у Београду. Аутор је преко тридесет сценарија за краткометражне и дугометражне филмове и један је од пионира модерне југословенске кинематографије.

## Биографија
Рођен је у Никшићу, 25. новембра 1914. Филозофски факултет завршио је у Загребу. Био је првоборац НОБ-а током Другог светског рата. После рата, био је директор драме Народног позоришта НР Црне Горе, стручни саветник „Авала филма”, уметнички директор „Дунав филма”, директор Лексикографског завода Црне Горе.
Аутор је низа сценарија за краткометражне и дугометражне филмове, међу којима је и први сценарио за дугометражни играни филм у црногорској професионалној кинематографији Лажни цар 1955. године. Чувени су и филмови Зле паре, Четири километра на сат, Кампо Мамула, али и Козара, Битка на Неретви, Човјек кога треба убити и 13. јул, који су такође настали по његовим сценаријима.
Најчешће је сарађивао са редитељем Велимиром Стојановићем, али и са Вељком Булајићем, Предрагом Голубовићем и другима. Објавио је низ студија, есеја, приказа и енциклопедијских чланака из теорије и праксе, историје позоришта и филма, књижевности и културе. За рад на играном филму награђиван је високим професионалним и друштвеним признањима, међу којима и Тринаестојулском наградом.
Године 1960, Јосип Кулунџић, драмски писац, позоришни редитељ и дотадашњи наставник глуме и позоришне режије, основао је Групу за драматургију на Академији за позориште, филм, радио и телевизију (данашњи ФДУ). 1961. године, Ратко Ђуровић почиње да предаје филмски сценарио и заслужан је за формирање многих касније познатих филмских стваралаца у Југославији.
| „               | Подједнако је постојала тежња да се, кроз студије, у слушаоцу развија потреба за стварањем оригиналних умјетничких радова из једног или више ових медијума, као и то да се оспособи и спреми зрела и даровита личност, са развијеном критичком и теоријском мишљу у практичном раду. | ” |
| — Ратко Ђуровић | |   |

Од 1971. године предавао је и на новооснованим театролошким и филмолошким последипломским студијама. Ратко Ђуровић био је и проректор и ректор Универзитета уметности у Београду. Умро је 17. јуна 1998. године у Београду.

## Филмографија
Сценарио за филмове:
- Лажни цар (1955)
- Зле паре (1956)
- Четири километра на сат (1958)
- Кампо Мамула (1959)
- Козара (1963)
- Поглед у зјеницу сунца (1966)
- Битка на Неретви (1969)
- Први сплитски одред (1972)
- Бомбаши (1973)
- Црвени удар (1974)
- Човјек кога треба убити (1979)
- Сезона мира у Паризу (1981)
- 13. јул (1982)

## Документарни и кратки играни филмови
- 1977 Обавезујем се (кратки документарни)
- 1974 Више од братства (кратки документарни)
- 1972 Доказ (кратки документарни)
- 1972 Путеви храбрости (кратки документарни)
- 1972 Страх (краткометражни)
- 1972 Тито - врховни командант (кратки документарни)
- 1970 На пробе (кратки документарни)
- 1967 Шпанија наше младости (документарни)
- 1964 Скопље '63 (документарни)
- 1963 Ужичка република (кратки документарни)
- 1962 Ругово (кратки документарни)
- 1962 Конавока (кратки документарни)
- 1962 Смрт фашизму - слобода народу (кратки документарни)
- 1961 Металац (кратки документарни)
- 1960 Ветар и ветрењача (кратки документарни)
- 1959 Заштићене бразде (кратки документарни)
- 1959 Југо (кратки документарни)
- 1957 Црном Гором (кратки документарни)
- 1954 Наша тамновања (кратки документарни)
- 1953 Заточеници мријет навикнути (кратки документарни)
- 1951 Његош (краткометражни)
- 1951 У славу Његоша (кратки документарни)